# Landwehr

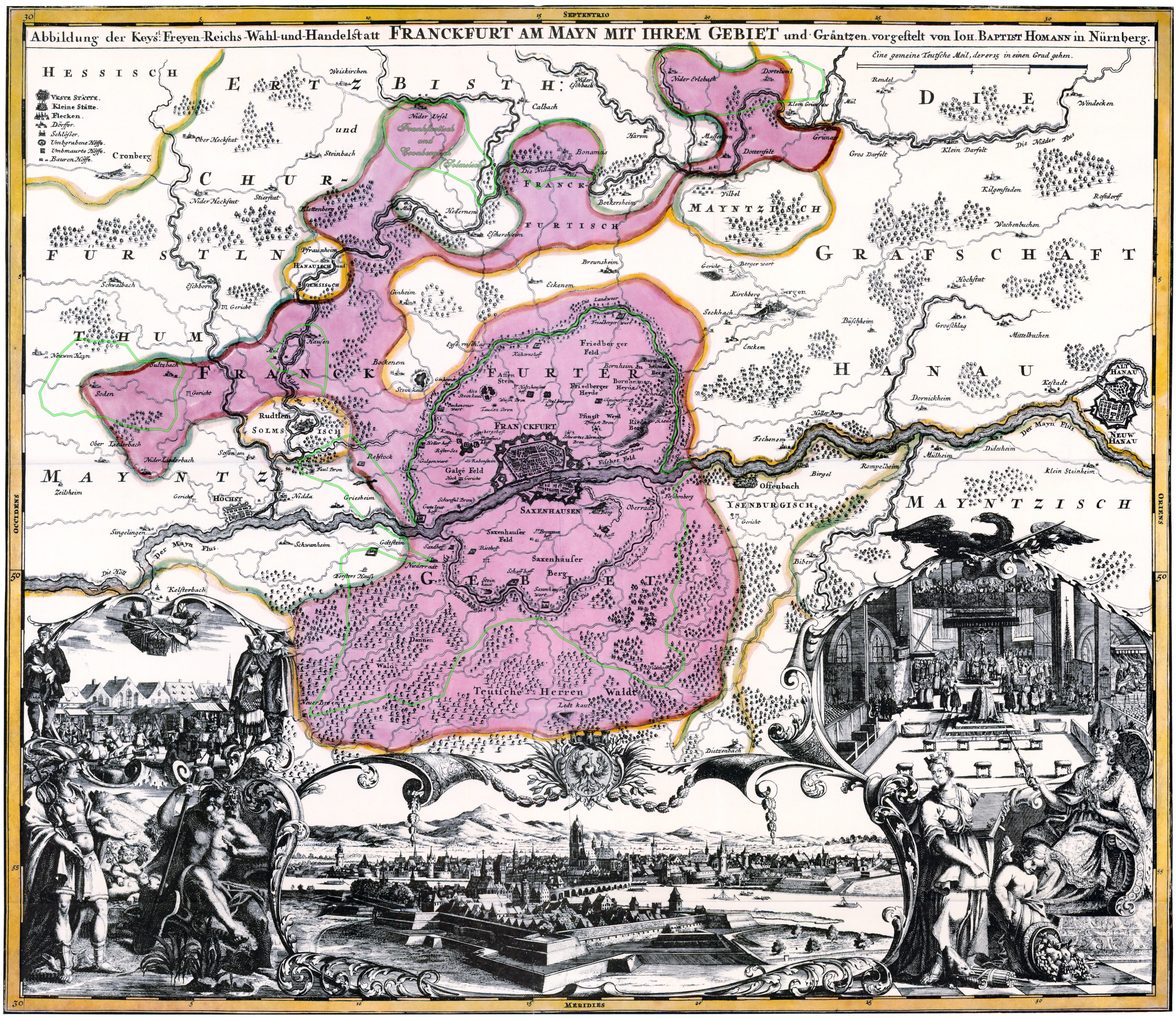
Frankfurter Landwehr um die Stadt, zwischen 1712 und 1714
(Kupferstich von Johann Baptist Homann, Gebietsgrenzen korrigiert nach Friedrich Bothe)

Mit Landwehr, Landgraben und Landhege werden Grenzmarkierungs- bzw. Grenzsicherungswerke und Umfriedungen von Siedlungsgebieten mit dem Recht der Einhegung oder ganzen Territorien bezeichnet. Diese Siedlungsschutzanlagen werden zumeist ins Hoch- und Spätmittelalter datiert und besitzen in Einzelfällen Längen von über hundert Kilometer. Vergleichbare Erdwerke werden jedoch bereits seit der Antike erwähnt. Der römische Limes ist die bekannteste Ausführung einer frühen Landwehr. Auch das Danewerk gehört zu dieser Gruppe von Sperrwerken.
Diese Landwehren sind in manchen Regionen – dort vor allem in Waldgebieten – noch erhalten und oft als Bodendenkmal geschützt.

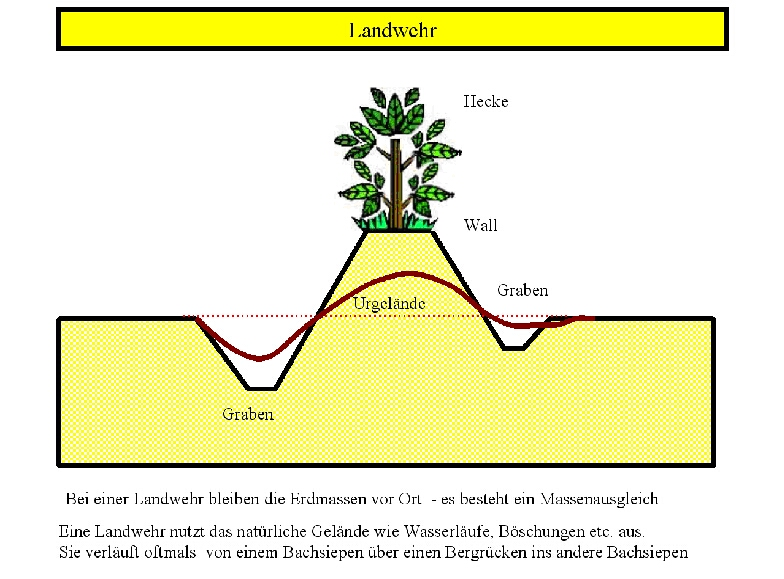
Landwehren im Gelände früher und heute

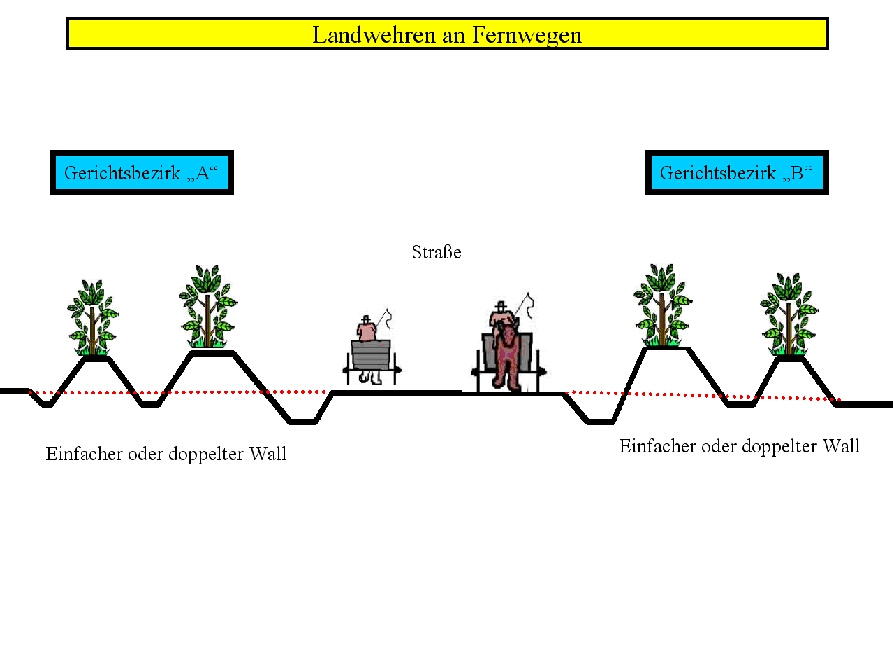
Landwehr an Fernwegen

Der Bau einer Landwehr war eine wirksame Maßnahme, die Bevölkerung eines Siedlungsgebiets oder Territoriums gegen Übergriffe von Nachbarn oder Feinden in Fehden oder Kriegen zu schützen und einen Rechtsbezirk abzugrenzen. Die Landwehren waren ein Mittel, die Wahrscheinlichkeit, Erfolgsaussicht, Wirksamkeit und Folgen mittelalterlicher Kriegsführung einzuschränken und ihnen somit vorzubeugen. Sie behinderten darüber hinaus Räuberbanden am Betreten des Gebietes und erschwerten ihren Rückzug nach Beutezügen. Die Kombination von Gebück und Gedörn war ebenfalls gut zur Einhegung von Viehweiden und als Leitlinie bei der Jagd und bei der Wolfsjagd geeignet. Häufig finden sich Wolfskuhlen entlang ihres Verlaufs.
Landwehren waren auch eine weiträumige Umfassung forstlich und agrarisch geprägten Gebiets zum Schutz der dortigen Bevölkerung, die auf verteilt liegenden Wohnplätzen und Höfen innerhalb des Schutzgebietes siedelte. Die Landwehr gab der Landbevölkerung einen Schutz, wie ihn analog die Bevölkerung in befestigten Städten durch die Stadtmauer besaß. Aber auch die Feldfluren vieler Städte und deren sie umgebenden Außengebiete erhielten oft zusätzlich eine ringförmige landwehrähnliche Einhegung, eine sogenannte Stadtlandwehr, Stadthagen oder Stadthege. Ein Beispiel dazu ist die westfälische Stadt Dortmund, die neben der Stadtmauer um den Stadtkern auch eine weitläufig umgebende Landwehr besaß. Der Steinerne Turm war, wie eine Karte von 1748 belegt, als Warte Bestandteil dieses Landwehrrings.
Durchlässe durch die Landwehr gab es nur auf Durchgangsstraßen, an denen analog zu den Toren in einer Stadtmauer Waren- und Personenkontrollen stattfanden. So dienten Landwehre auch als wirksame Zoll-Grenze, wobei als Landwehr ausgeführte Wegsperren innerhalb von Territorien hauptsächlich eine Straßenmaut umfassten.
Auch waren Handelswege, insbesondere im Bereich von Kontrollstellen, beidseitig mit Landwehren versehen. Diese begleitenden Landwehre dienten neben dem Schutz vor Überfällen vor allem zur Kanalisation der Verkehrsströme und verhinderten wirksam das Umgehen oder Umfahren der Kontroll- und Zollstellen.

## Geschichte

### Vor- und Frühzeit
Hecken zählen zu den natürlichsten Formen einer Grenzbefestigung und Einfriedung. Ihre einfachste und bis heute gebräuchlichste Anwendung ist die Gartenhecke.
Zum Schutz von Lagerplätzen (auch in Höhlen), festen Wohnplätzen, Häusern, Anwesen und Siedlungen vor Angriffen von Raubtieren oder Feinden benutzten schon die Menschen in der Vorzeit und in der Frühgeschichte Sicherungen in Form von Einzäunungen aus Ästen und Dornensträuchern. Noch heute ist dies bei nomadisierenden Volksstämmen üblich. Gaius Iulius Caesar berichtet z. B. von dichten Hagen, die von den Nerviern im heutigen Belgien angelegt wurden:

„Um die räuberischen Einfälle der Reiterei ihrer Nachbarn abzuwenden, hatten sie überall Hecken angelegt. Sie kappten zu dem Ende junge Bäume, so dass sie nach den Seiten junge Zweige ansetzten und pflanzten dann Dornsträucher dazwischen. So bildeten diese Hecken förmlich dicke Wände, die nicht bloß den Durchgang, sondern selbst den Blick hindurch unmöglich machten.“

Aufwendiger ist eine Form mit Wällen und Gräben. Im Jahre 16 wird von Tacitus über einen Grenzschutz der Angrivarier, den Angrivarierwall, berichtet, der zum Schutz vor den Cheruskern errichtet wurde. Die bedeutendste Grenzwehr soll sich bei Rehburg-Loccum befunden haben.
Die Angelsächsischen Chroniken sprechen von einer Bebbanburg, die um 547 „zuerst von einer Hecke befestigt“ war. Auch die Kapitularien Karls des Großen erwähnen „mit Hecken bepflanzte Wälle“.
In England heißen vergleichbare Anlagen „Dyke“ (Deich) oder „Ditch“ (Graben), so der um das Jahr 360 gebaute Bokerley Dyke, der in den auf das Jahr 300 v. Chr. datierte Grim’s Ditch übergeht oder der 270 km lange Offa’s Dyke.
Auch bei den Normannen ist die Existenz von „Hagediken“, mit Hecken bepflanzten Wällen, überliefert.

### Mittelalter und Neuzeit

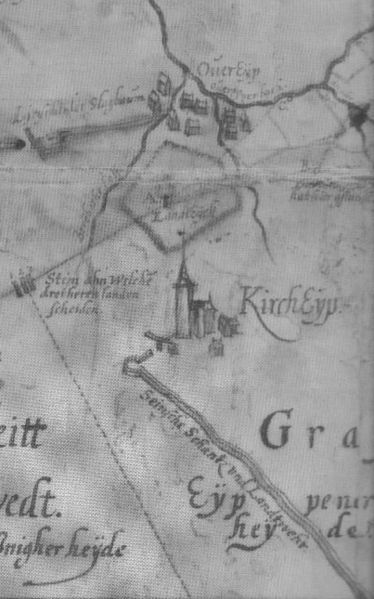
Die Landwehren beim Dreiherrenstein bei Kircheib auf einer Karte von 1605

Mittelalterliche Landwehren bestanden in der Regel aus einem oder mehreren undurchdringlichen Gehölzstreifen von untereinander verflochtenen Hainbuchen  – (dem „Gebück“) mit unterpflanzten dornigen Sträuchern wie Schwarzdorn, Weißdorn, Hecken-Rose, Brombeeren oder Ilex – (dem „Gedörn“)
Hinzu kam in der Regel eine Kombination von einem oder mehreren der folgenden Elemente:
- ein oder mehrere parallele Erdwälle, zwischen oder auf denen das Gehölz gepflanzt wurde
- ein Pfad zur Pflege der Hecke und für Patrouillenritte entlang der Landwehr
- Gräben vor, zwischen und hinter den Erdwällen, die je nach Lage (Tal) zeitweise auch mit Wasser gefüllt waren. Der Wall entstand in der Regel aus dem Erdaushub der Gräben.
- Warttürme, Schanzen, Schlagbäume und Haspel an Straßendurchgängen, sogenannte Schläge (Zollschlag)
- eine „nasse Grenze“ durch Überflutungen und Wassergräben

Nach der Fränkischen Landnahme bis ins späte Mittelalter entstanden mit der Bildung von festen Herrschaftsgebieten territoriale Landwehren, die einzelne Rechtsbezirke umfriedeten. Gaue, Zenten, Gerichtsbezirke, oft deckungsgleich mit Kirchspielen, Ämter und gesamte Herrschaftsbereiche (Territorien) wurden von Landwehren in Form von Hecken (Heegen), Gebücken und Gedörnen umhegt.
Dazu kamen Landhagen und Stadthagen, die ringförmig um kleinere Siedlungsbereiche angeordnet waren. Die „Landhegen“ begrenzten und schützten dabei sowohl ganze Landstriche als auch das Umland von Städten, beispielsweise der fast 70 km lange Aachener Landgraben das ehemalige Aachener Reich, ähnlich wie in Frankfurt (Main), Rothenburg ob der Tauber, Lübeck oder Mühlhausen/Thüringen. Die Spuren des Rothenburger Landhege sind heute noch etwa 60 km lang, der Mühlhäuser Landgraben, heute noch auf etwa 26 km Länge erhalten, erinnert an die Grenze Mühlhausens zum Eichsfeld. Die Mittelhessischen Landheegen bildeten die Grenze zwischen der Landgrafschaft Hessen und der Grafschaft Nassau; die Außenheege war 29 Kilometer lang und die Innenheege 16 Kilometer.
Diese Erdwerke bündelten verschiedene Funktionen. Sie begrenzten, bewehrten und befriedeten „Gebiete“, die unter ihrem Greven, Grafen oder auch Amtmann standen. Diese Aufgabenbündelung zum Schutz von bewehrten Landgebieten (Landwehr) klingt als das Hegen in Bezeichnungen wie Hege oder Heege, Hag und Haag oder auch „Hecke“ mit, zugleich aber auch in dem Begriff der Schutzhecke. Zahlreiche Toponyme wie Zarge, Gebück, Wehrholz  oder Gehag erinnern damit an die unterschiedliche Ausführung als Heckenwerk, Grabenwerk oder an gestaffelte Bauweisen.
Vorrangiges Ziel der Sperrwerke war der Schutz der Landbevölkerung sowie des jeweiligen Gebietes gegenüber fremden Herrschaftsansprüchen und kriegerischen oder räuberischen Übergriffen. Landwehren waren eine deutliche Grenzmarkierung und zugleich, wenn sie die Außengrenze zu einem anderen Herrschaftsbereich kennzeichneten, auch Zollgrenze. Auch innerhalb eines Territoriums gab es bisweilen Landwehren, die die einzelnen Ämter unter Einbeziehung von Bächen und anderen natürlichen Hindernissen untereinander abgrenzten. Diese „inneren“ Landwehren, sogenannte Zwischenlandwehren, waren in der Regel nicht so aufwändig ausgeführt wie jene an den Außengrenzen.
Eine besondere Variante stellten in der Schweiz sogenannte Letzi dar, wo es oft genügte, nur die Talzugänge entsprechend zu sichern. Viele der Schlachten der Alten Eidgenossenschaft mit den Habsburgern fanden an solchen Letzi statt, so zum Beispiel die Schlacht am Morgarten, die Schlacht bei Näfels und die Schlacht am Stoss.
Einige Landwehren besaßen auch eine Funktion als vorgeschobene Verteidigung von Festungen. Sie wurden mit dem Charakter einer Feldbefestigung als erster Annäherungsschutz angelegt. Militärisch hatten sie bis zur Neuzeit in Form von Spanischen Reitern den Sinn, den Angreifer einer Festung schon in deren weiterem Vorfeld zu Maßnahmen einer Belagerung zu zwingen. Zu ihren modernen Nachfolgern zählen die Stacheldrahtverhaue, welche in beiden Weltkriegen zum Einsatz kamen.
Der Verlauf vieler einfacher Landwehren zeigt nach neuen Forschungsergebnissen, dass sie an vielen Stellen zu Verteidigungszwecken völlig ungeeignet waren. Daraus lässt sich schließen, dass einige Anlagen überwiegend der Grenzmarkierung und der Zollerhebung dienten. Sie schränkten aber dennoch die freie Beweglichkeit feindlicher Truppenverbände ein, sodass sie durchaus auch einen, obgleich begrenzten, militärischen Nutzen besaßen. So schützte beispielsweise der Stadthagen um Warendorf im Dreißigjährigen Krieg erfolgreich vor Belagerern: Diese drangen zwar vereinzelt in das Stadtgebiet ein, wagten aber keinen massiven Angriff – allein aufgrund der Gefahr, bei einem Gegenangriff nicht schnell genug durch die schmale Bresche in der Landwehr den Rückzug antreten zu können.
Als Grenzbefestigung bestimmter Rechtsbezirke wurden Landwehren an einigen Stellen von Ausfall- oder Handelsstraßen durchbrochen. Diese Durchbrüche (Schlag genannt) wurden durch einfache Schlagbäume, durch zusätzliche versetzte Wegführung (so genannte Schlingen) oder – außer an Landesgrenzen auch bei manchen städtischen Landwehren – durch Turmbauten (Warten, Wighäuser beziehungsweise Landtürme) gesichert. An den Übergängen befanden sich meist auch Zollstationen. Das lukrative Zollrecht konnte (oft in Verbindung mit dem Krugrecht) von ortsansässigen Bauern erworben werben.

## Ausführungen

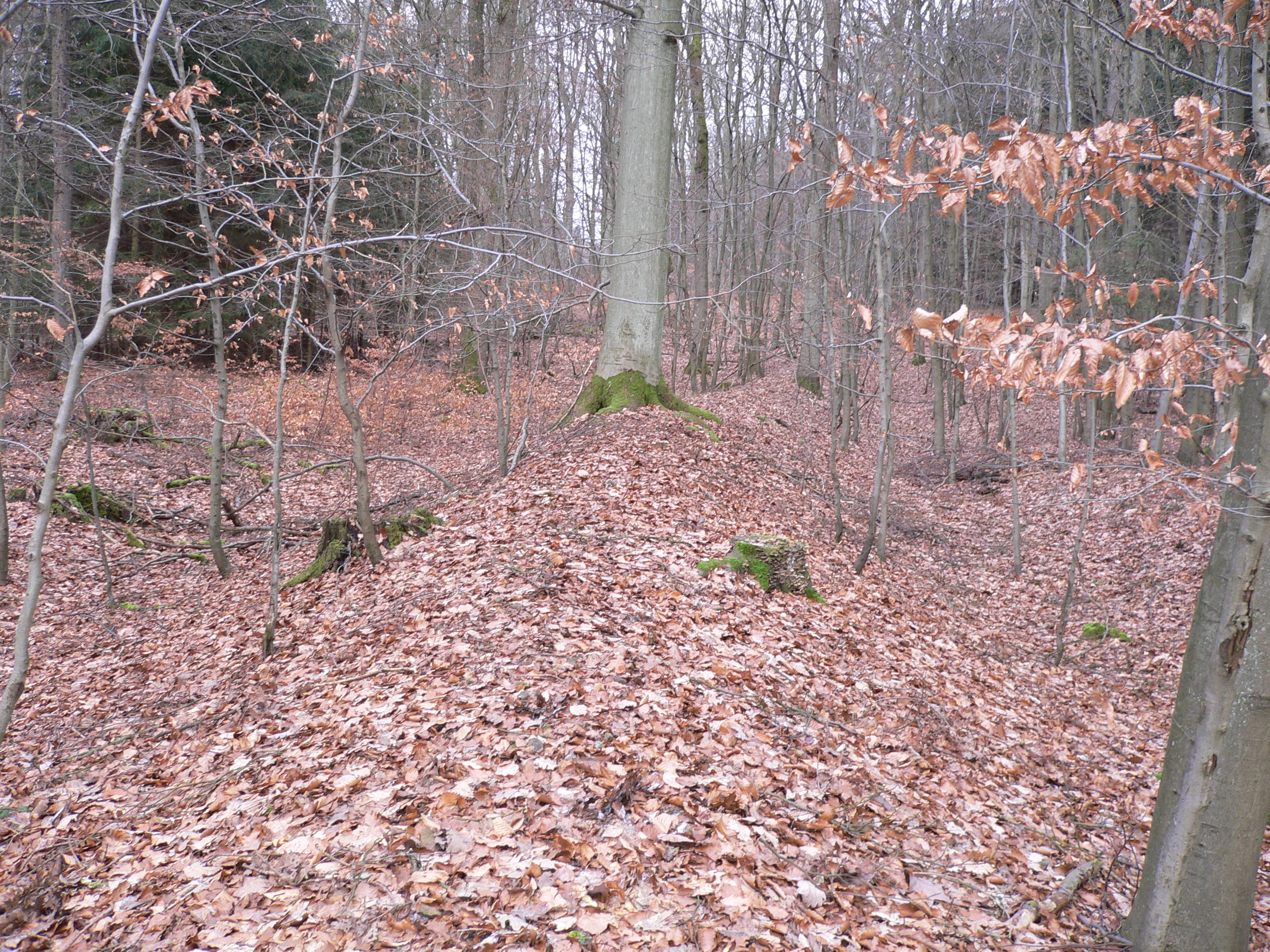
Mittelhessische Landheegen, Wall der „Innenheege“ östlich Wommelshausen, heute Gemeindegrenze Bad Endbach / Gladenbach

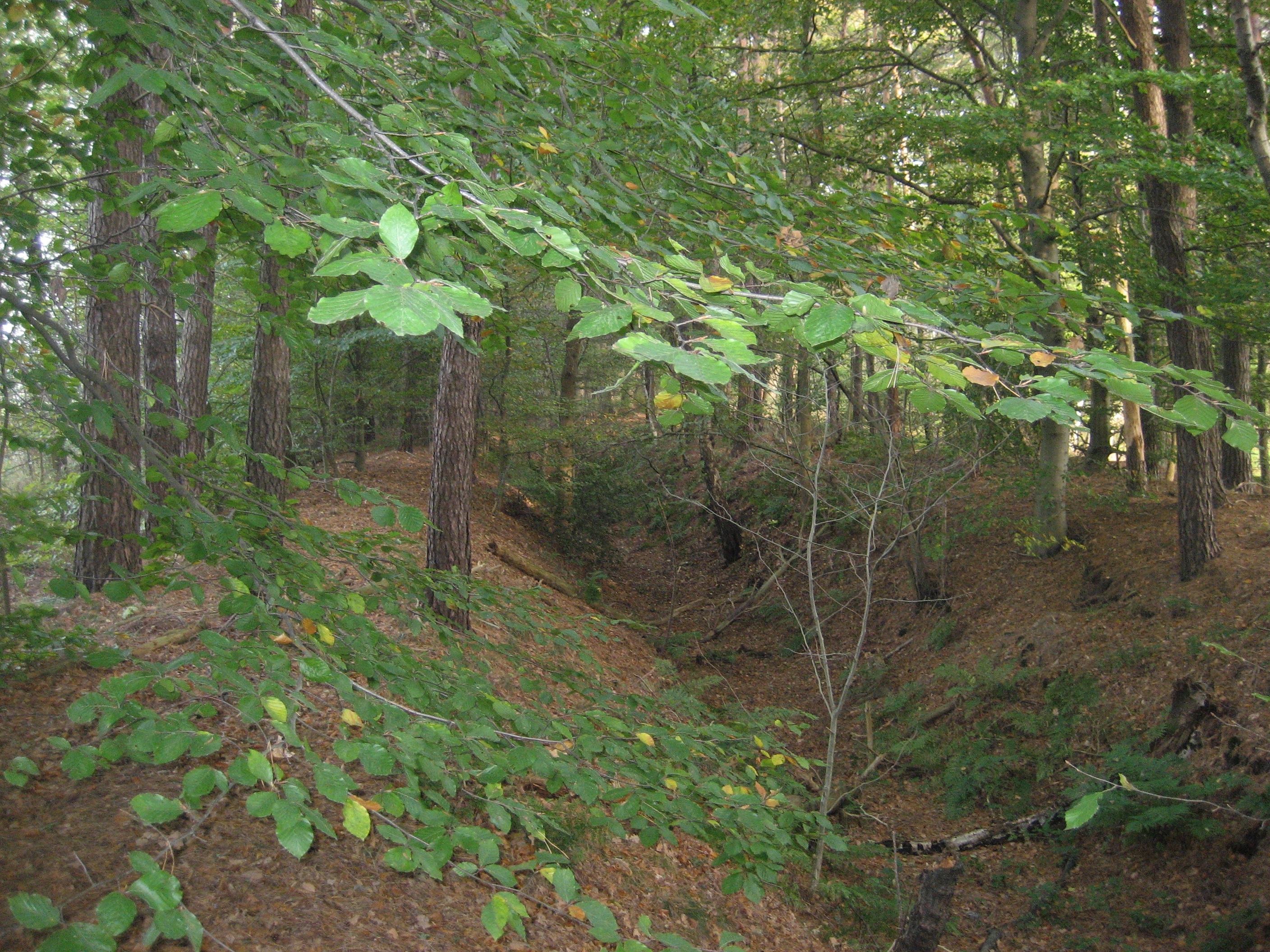
Wälle und Graben der Klever Landwehr

Landwehren bestanden meist aus einem einfachen Graben, in der Ebene auch als Landgraben bzw. Wassergraben als Hindernis, hinter dem sich ein aus dem Grabenaushub geschaffener Erdwall befand. Dahinter stand das eigentliche Hauptgrenzhindernis, ein etwa 20 bis 50 Meter breiter dichter, verflochtener Gehölzstreifen. Im Bergland wurde der Verlauf den natürlichen Gegebenheiten wie Felsen, steilen Abhängen und Wasserläufen etc. angepasst. Oft wurde in einem Abstand von zehn bis 30 Metern ein zweiter Graben angelegt.
Bewachsen waren der Gehölzstreifen und die Wälle mit einer Hecke aus Hainbuchen, die in Mannshöhe geschnitten wurden und deren Äste abgeknickt, mit den anderen Ästen verflochten und in den Boden zum erneuten Ausschlagen gesteckt wurden. Daraus ergab sich das so genannte Gebück. Als Untergehölz nutzte man, damit die Hecke undurchdringlich wurde, Heckenrosen, Weißdorn, Schwarzdorn oder Brombeeren. Daher stammt mancherorts der Name „Gedörn“. Die Anlage wurde darüber hinaus von höherem Bewuchs freigehalten. Das Vorfeld war größtenteils gerodet.
Wie eine Wehrhecke/Gebück angelegt wurde, beschreibt Pater Hermann Bär vom Kloster Eberbach 1790 wie folgt:

„Die Anstalt ward auf folgender Art getroffen. Man warf (schnitt) die in diesem Bezirke stehenden Bäume in verschiedener Höhe ab, ließ solche neuerdings ausschlagen und bog die hervorgeschossenen Zweige nieder (biegen-bücken). Diese wuchsen in der ihnen gegebenen Richtung fort, flochten sich dicht ineinander, und brachten in der Folge eine so dicke und verwickelte Wildnis hervor, die Menschen und Pferden undurchdringlich war.“

Bei regelmäßiger Pflege und „Hege“ entstand so im Verlaufe eines Jahrzehnts ein nahezu undurchdringlicher Gehölzstreifen. Aufwändigere Landwehren mit Verteidigungsfunktion bestanden aus mehreren parallelen Gräben und Aushubwällen mit Bepflanzung. Insbesondere Doppelgräben sollten verhindern, dass sie von Reitern übersprungen werden konnten. Weitere Ausführungen waren die so genannte Wehrhecke (Knick), zu deren Unterhalt das Knickgeld eingezogen wurde.
In Hessen hatten Ende des 17. Jahrhunderts viele Dörfer an wichtigen Straßen oder in Grenzlage Befestigungen, unabhängig von den wehrhaften Kirchen, wie der hessische Chronist Johann Just Winkelmann 1697 erwähnt. Er schreibt:

„Heutiges Tages sind beynahe die meiste grose Flecken und Dörfer in Hessen mit einem Graben und Aufwurf umführet / damit sie sich für geringe Partheyen wehren können.“

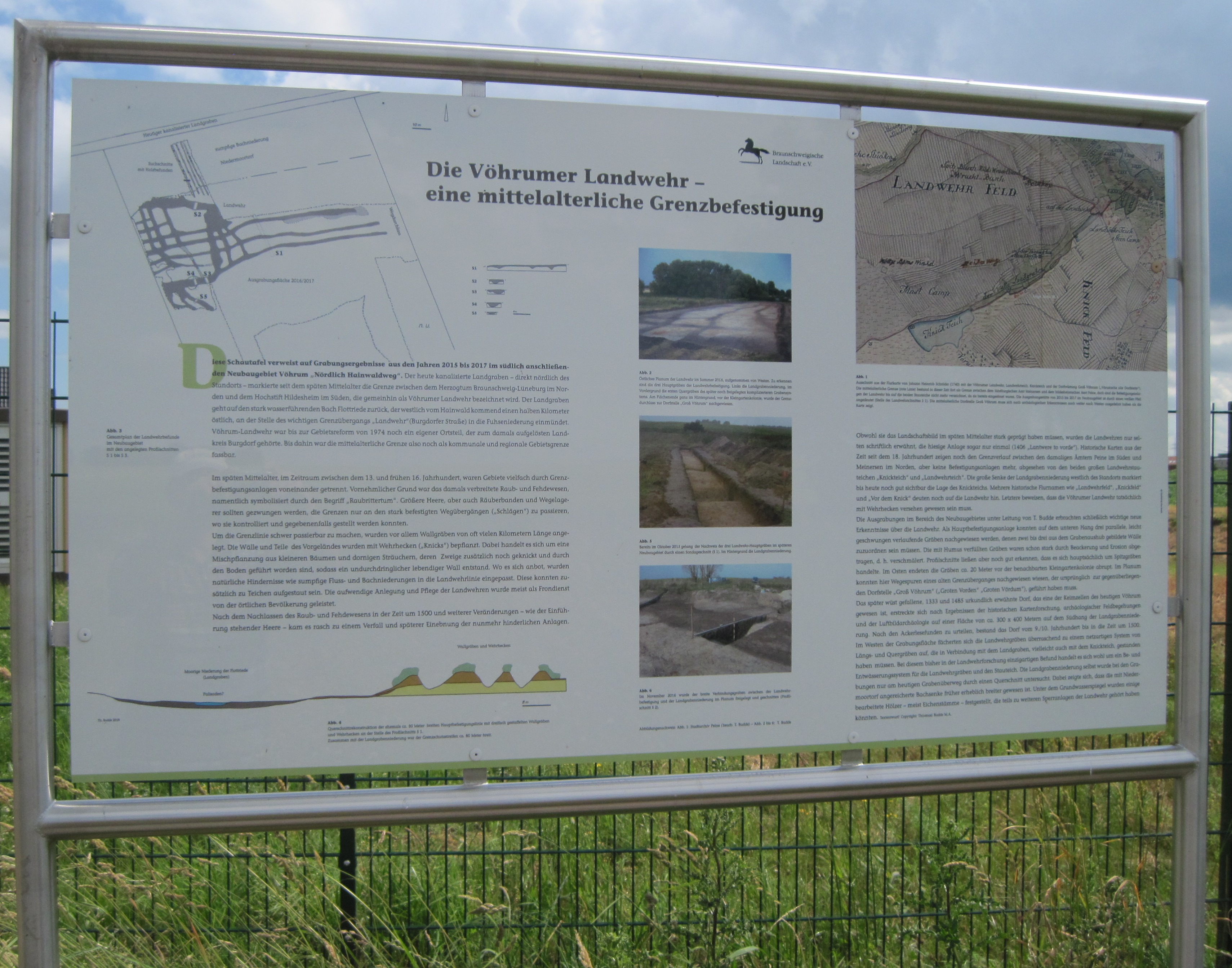
Infotafel einer heute überbauten und erst 2015 entdeckten mittelalterlichen Landwehr mit flutbaren Gräben in Vöhrum-Niedersachsen

Die Befestigung konnte aus Zäunen (Etter oder Dorfetter genannt), Hecken (Hainbefestigung), Wall und Graben (trockener wie Wassergraben) und aus Toren bestehen.
Ein anderes, temporäres künstliches Hindernis, im Verteidigungsfall relativ schnell zu errichten und tauglich Lücken in einer Landwehr zu schließen, war der Verhau. Er wurde auch als erstes Annäherungshindernis vor Burgen, Stadtmauern, Schanzen und militärische Lager gelegt und wurde errichtet aus gefällten und zerschnittenen – „verhauenen“ – Bäumen, Sträuchern und Dornen. Mit einem Verhau sicherte man auch fallweise die Neuanlage einer Landwehr, bis sie funktionstüchtig war. Da ein Verhau aus Totholz bestand, war er nach dem Austrocknen relativ einfach durch Abbrennen zu beseitigen.

## Wachsystem und Durchgangsstationen
Wichtige Straßen, die durch die Landwehr führten, wurden mit sogenannten Schlägen (Schlagbäume) und weiteren Verstärkungen wie Warttürmen gesichert. An den Schlägen wurde der Wegezoll genommen, welcher dem Landesherrn zustand. An manchen überregional bedeutsamen Stationen gab es Gastwirtschaften. Die Krüger hatten Speise und Trank für die Durchreisenden bereitzuhalten. Sie übten auch hoheitliche Funktionen aus, indem sie das Vorfeld der Stadt beobachteten und nachts die Schlagbäume geschlossen hielten.
Vielfach wurden die Straßen mit beidseitigen Graben-Wall-Graben-Systemen versehen, sodass niemand abseits der vorgesehenen Trasse in die Dörfer gelangen konnte. Oftmals führten Holzbrücken über die durchlaufenden Gräben, sodass im Kriegsfall die Straße durch Wegnehmen der Brücke gesperrt werden konnte.
Nachrichten über herannahende feindliche Truppen oder Besucher wurden entlang der Landwehren und zum Hinterland über Warttürme (zum Beispiel im Münsterland) weitergeleitet. Im Bergland geschah dies ebenfalls durch „Warten“ auf erhöhten Aussichtspunkten, von denen man weit ins Umland sehen konnte. Nahten Feinde, wurden optische Signale in Form von Rauchzeichen, Fahnen, Spiegeln, Fackeln oder auch durch Signal-Hörner und Kirchenglocken gegeben. Die gesamte Einwohnerschaft der Dörfer und Nachbardörfer war verpflichtet, bei diesen Notsignalen oder Schlagen der Sturmglocke, aber auch in anderen Notfällen wie Feuer- oder Hochwasser, unmittelbar zu gehorchen, egal, welche andere Arbeit oder Tätigkeit gerade anstand. Dieses Schlagen der Glocke nannte man beispielsweise im Münsterland das „Gerüfte“.

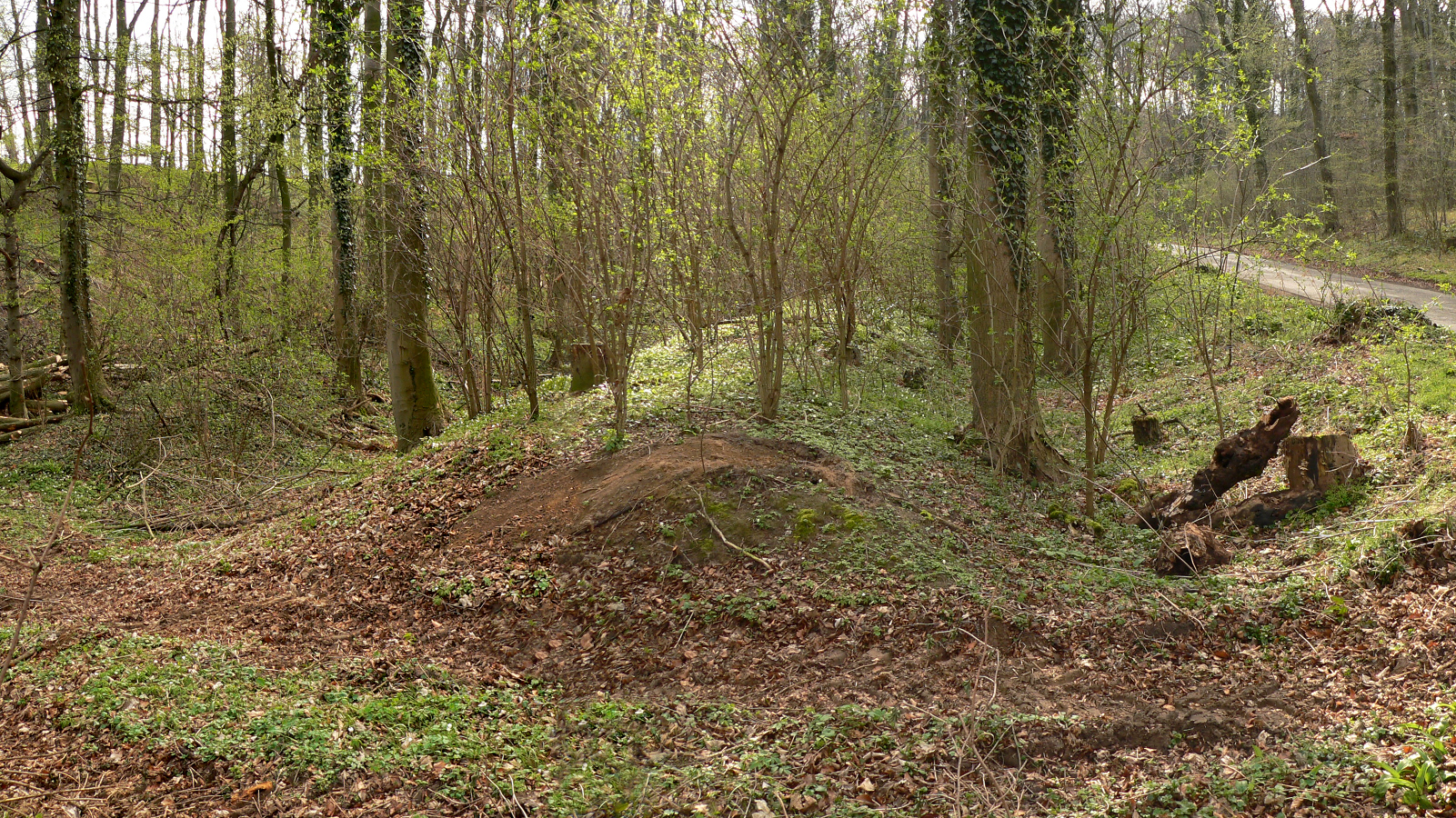
Bückethaler Landwehr
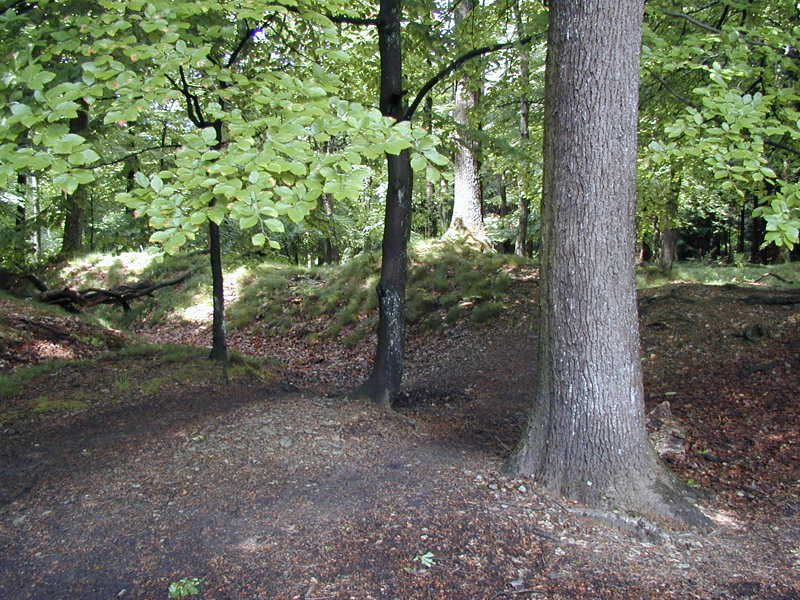
Wall und Graben der Bergisch-Märkischen Landwehr bei Radevormwald-Filde
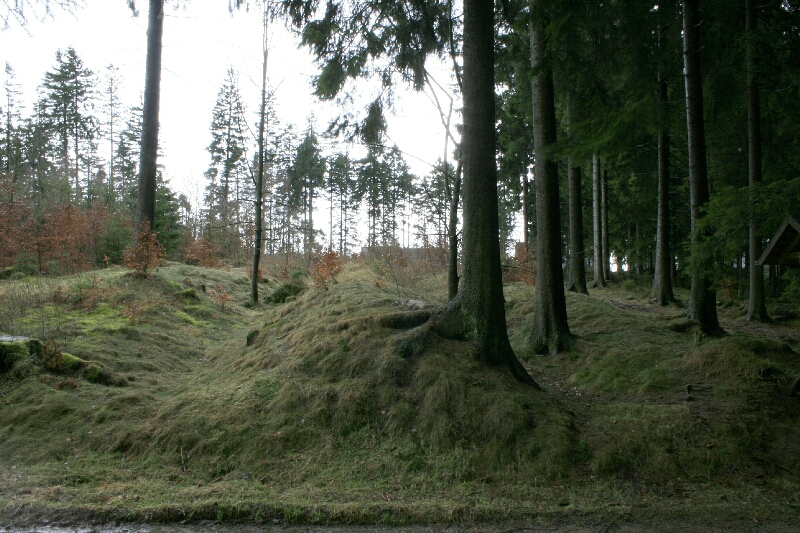
Landwehr in Schmallenberg
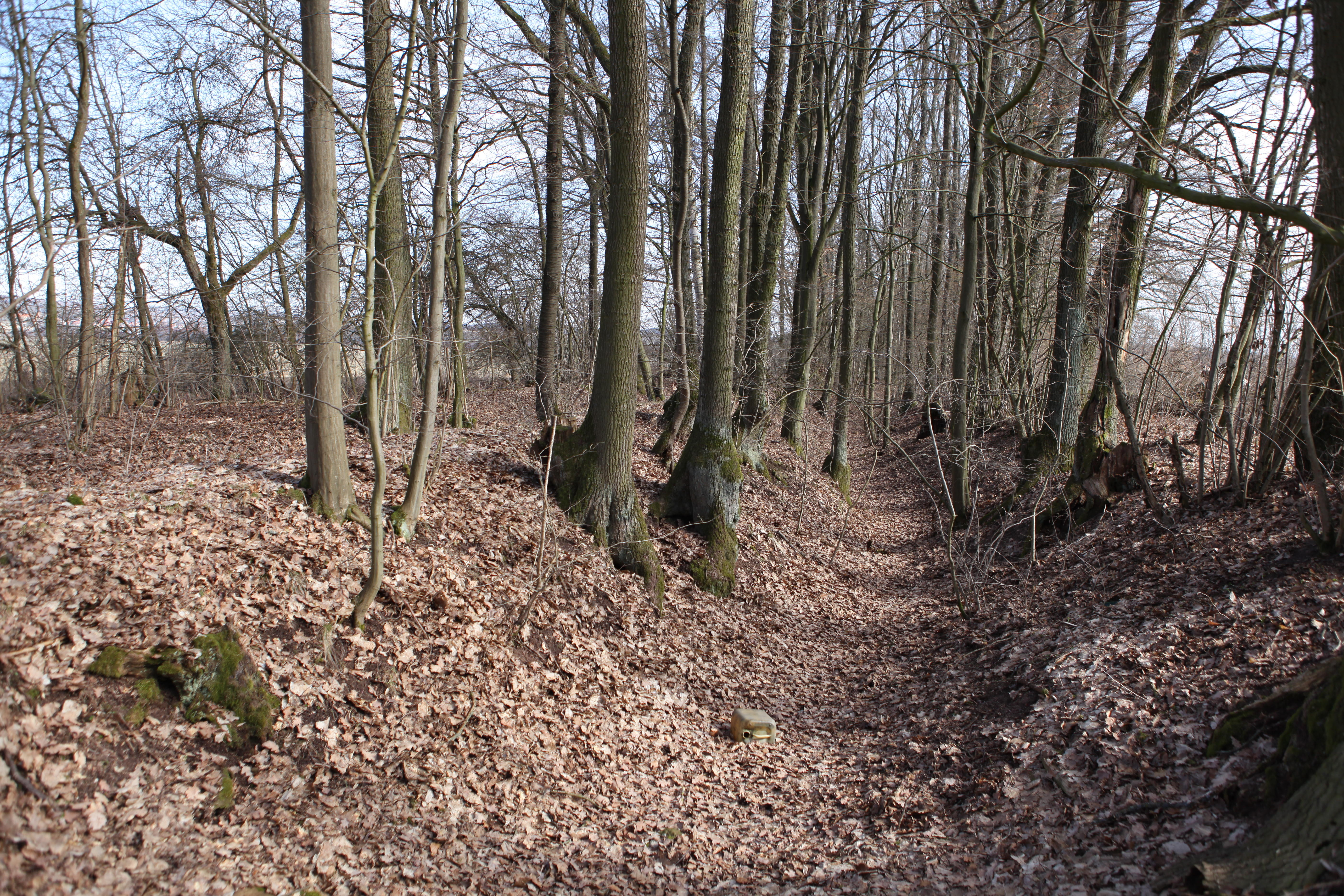
Sächsische Landwehr bei Roth (Römhild)
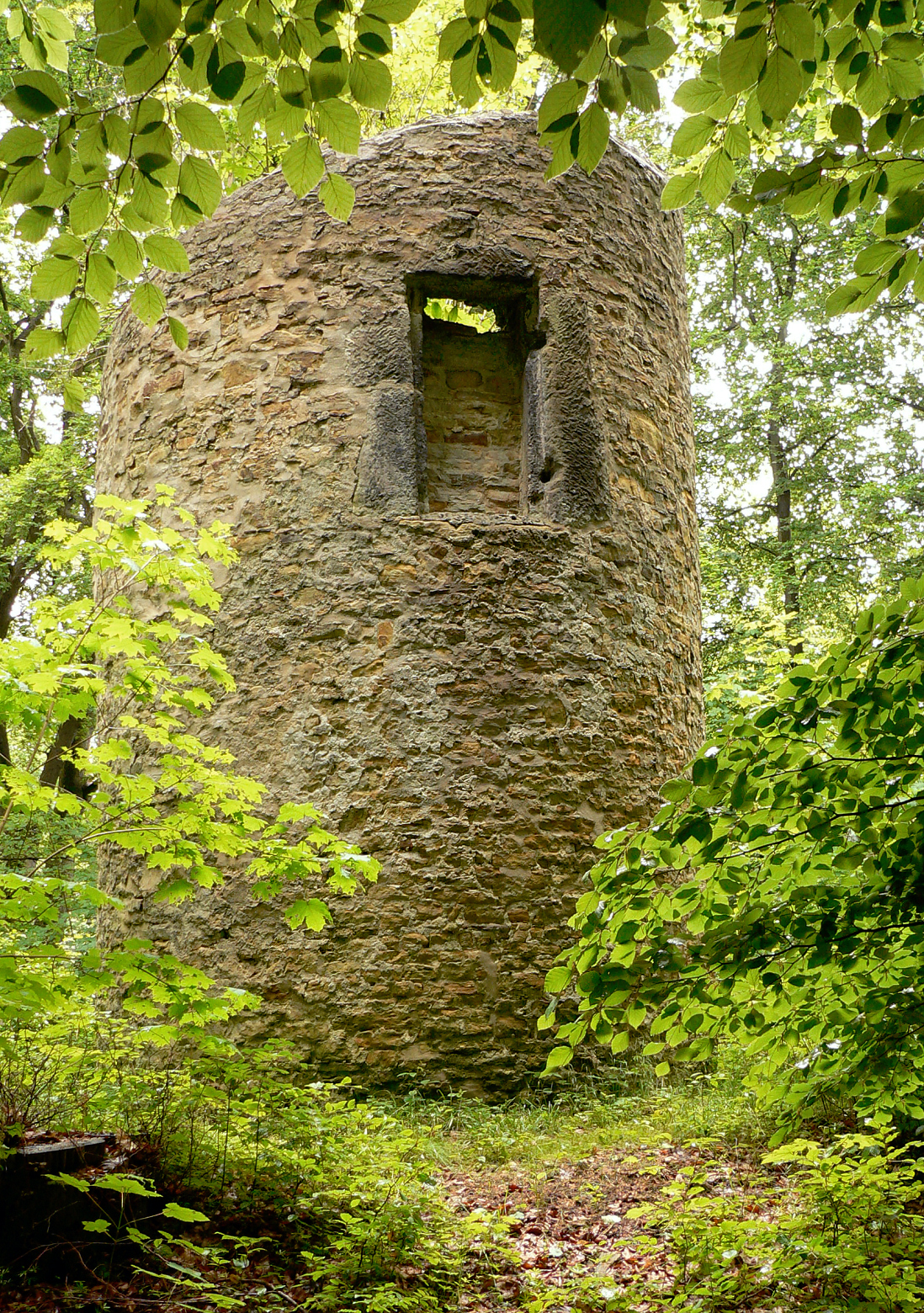
Walbecker Warte der Helmstedter Landwehr
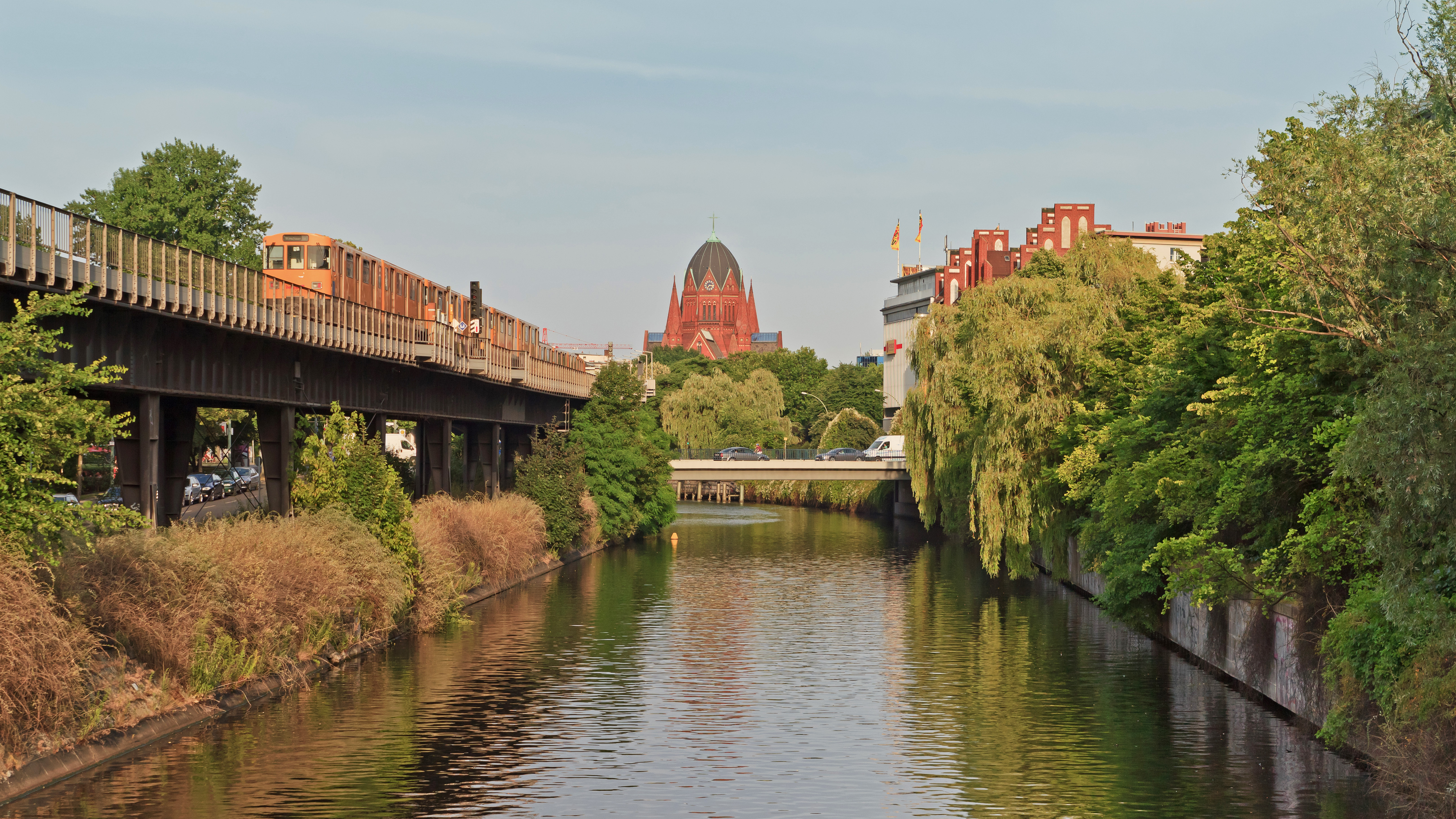
Berliner Landwehrkanal
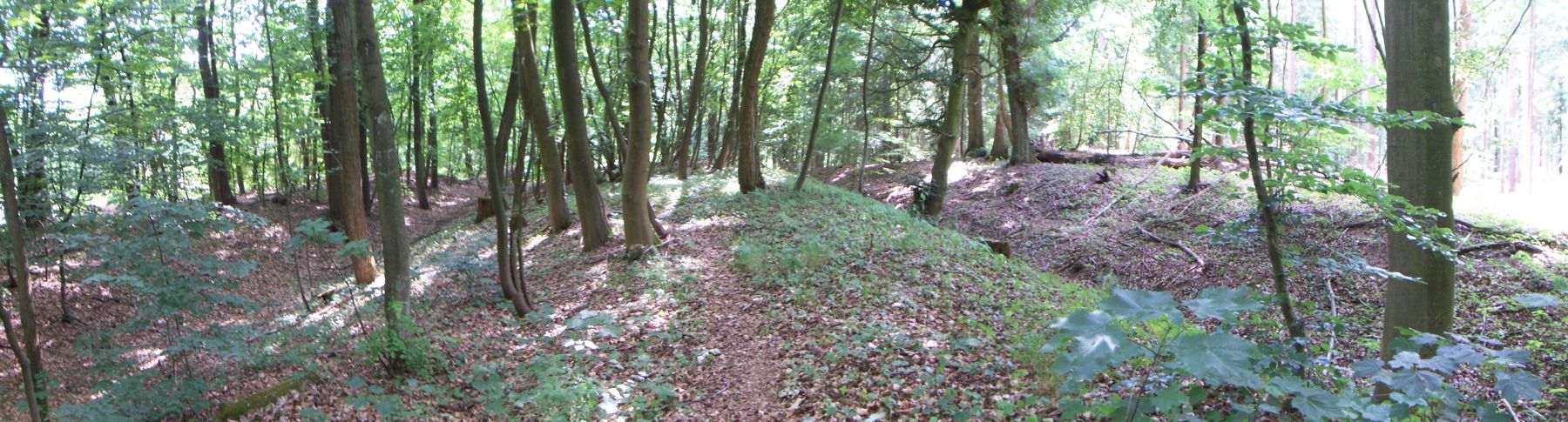
Lüneburger Landwehr
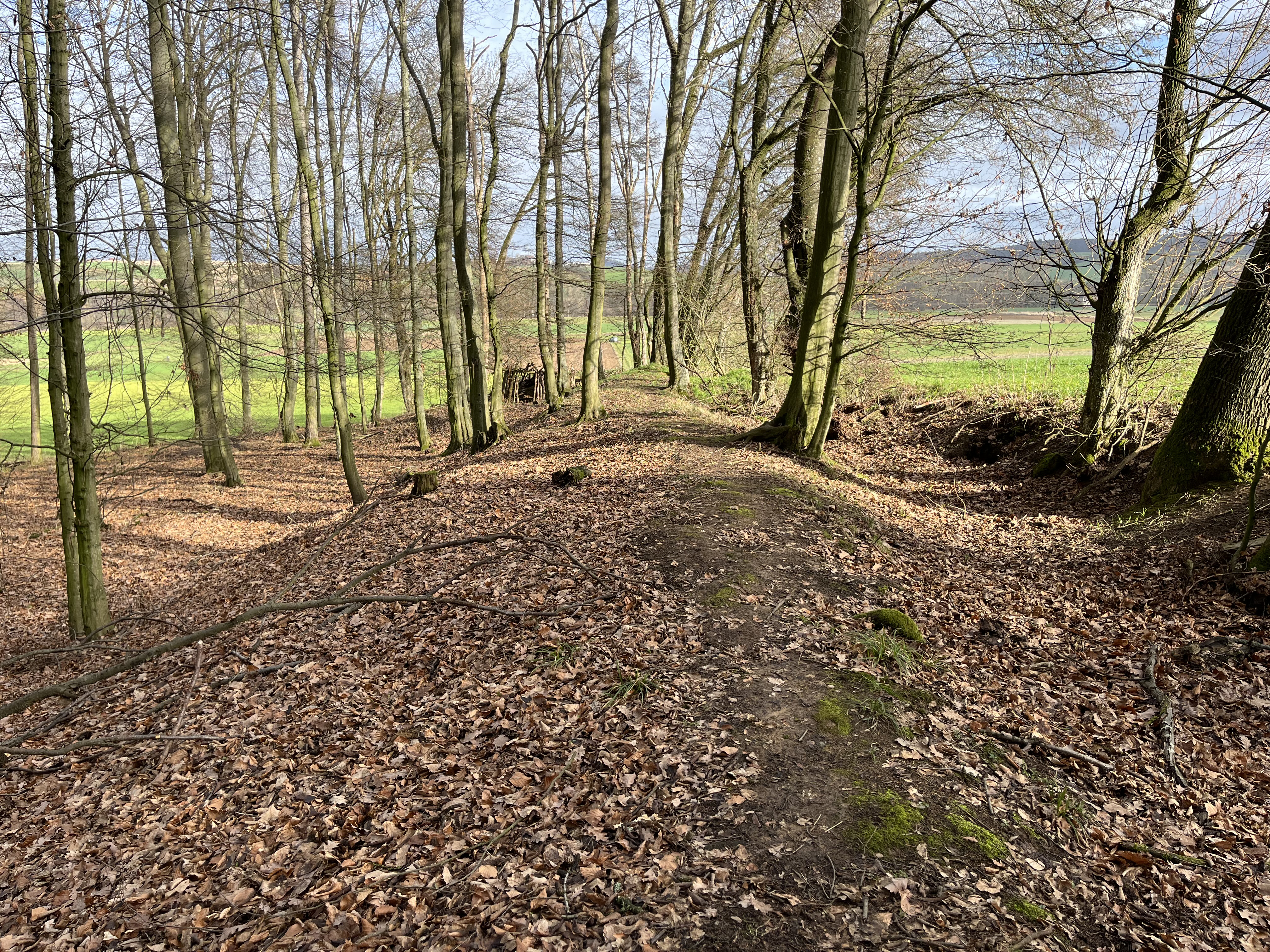
Die Landwehr bei Wersau ist heute noch von typischem Gebück-Gehölz umgeben

## Unterhaltung
Zum Bau wurden alle Untertanen des Territorialherrschers herangezogen (Frondienst), der das Wehrholz/Heege anlegen ließ. Die Pflege – Hege – hatten ebenfalls alle Einwohner zu erbringen. Manche Heegen/Landwehren bauten und unterhielten die benachbarten Herrscher sogar gemeinsam, zum Beispiel in Mittelhessen die Landheege auf der Hörre zwischen der Grafschaft Nassau einerseits und der Landgrafschaft Hessen und der Grafschaft Solms andererseits.
Der Bau und die Unterhaltung der Landwehren waren auf lange Sicht angelegt. Bis sich eine undurchdringliche Hecke bildete, vergingen auch bei ständiger und aufwendiger Pflege („Hegen und Pflegen“) bis zu zehn Jahre. Auch danach mussten die Gräben und der Hählweg, ein Kontrollweg entlang der Landwehr, immer wieder von Bewuchs befreit und funktionsfähig gehalten werden. Daher wurden viele Landwehren in längeren Friedenszeiten aus Kostengründen vernachlässigt oder gar nicht erst fertiggestellt.
Vorsätzliche Beschädigungen einer Landwehr wurden mit harten Strafen geahndet. So reichte der Strafrahmen bei der mehr als 100 Kilometer langen Westfälischen Landwehr im Teutoburger Wald von Amputation der rechten Hand bis zur Todesstrafe. Aber auch das Durchqueren der Landwehr an dafür nicht vorgesehenen Stellen wurde vielerorts mit Strafen versehen. Bei der Rhöner Landwehr sind für das Durchqueren des Gebücks oder das Betreten des Hählwegs Geldstrafen bis zu fünf Gulden belegt.
Die Grenzanlagen wurden immer wieder erneuert und bis ins 18. Jahrhundert gepflegt und bei äußeren Gefahren als Befestigungsanlagen verstärkt.
Die Verpflichtung zur Verteidigung der unter Napoléon geschleiften, aber noch funktionsfähigen Erdwerke ging in Preußen 1813 in der allgemeinen Dienstpflicht des militärischen Verbands der preußischen Landwehr (nicht zu verwechseln mit dem Bauwerk) auf. In vielen Fällen wurden die Feldbefestigungen der Landwehr nach Beendigung eines bewaffneten Konfliktes oder nach Aufhebung eines Amtsbezirks aufgegeben und eingeebnet und das Holz zu Holzkohle verkohlt.

## Landwehren als Bodendenkmäler

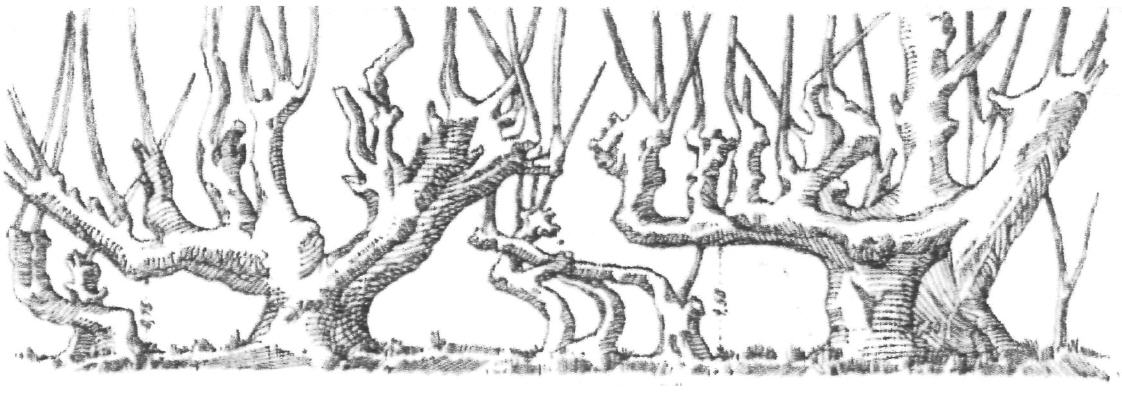
Reste des Rheingauer Gebücks (um 1895 nach Cohausen)

Bedingt durch die sich ausdehnende Bautätigkeit rund um Städte wurden die früheren Landwehren meist eingeebnet. In ununterbrochen genutzten Waldgebieten konnten sich die Befestigungen aber über Jahrhunderte erhalten. Auch als Wallhecken in freier Landschaft sind sie teilweise mit einer Länge von mehreren Kilometern noch anzutreffen. Die Reste von Landwehren sind heute meist als Boden- und Kulturdenkmal unter Schutz gestellt. Ausgrabungen dienen ihrer Erforschung.

## Flurbezeichnungen als Hinweise
Bei Untersuchungen über den Verlauf einer mittelalterlichen Landwehr kann sich die Forschung auch der Orts-, Straßen- und Flurnamen bedienen, die sich bis heute erhalten haben. Eine Reihe von Ortsbezeichnungen sind ein Indiz für eine nahe Landwehr und deren funktionale Bestandteile.
Zu diesen Bezeichnungen zählen Landwehr, Schlagbaum, Landgraben, Hähl und Zollhaus. Ortsnamensbestandteile mit -hau weisen auf einen Verhau hin, solche mit Dorn(en)/Dörn(en) auf eine Dornenhecke. Schneis steht für Grenzschneise, Haspel für drehkreuzartige Personendurchlässe, Hart bzw. Hardt/Haart für Grenzwälder, Warte für einen Wachturm und Schanz(e), Schlipp(e), Schling(e) oder Schlag für einen stark befestigten Durchlass.
Flurbezeichnungen wie Grengel, Knick/Gnick, Koppelbirken, Krausenstuken, Lanfer, Lanter, Hecke, Heg, Heege, Haag, Hag, Hain, Han, Hahn oder Hagen deuten ebenfalls auf ehemalige Landwehren hin. Im Volksmund werden die Verläufe der Trassen auch schon mal als Schleppwege, Abfuhrwege, Totenwege oder Landstraßen bezeichnet.

## Auswahl von Landwehren

### Bezeichnung „Landwehr“
- Anklamer Landwehr
- Landwehr Altenberge im Kreis Steinfurt
- Bachgauer Landwehr
- Baroper Landwehr in Hombruch
- Bergische Landwehr im Herzogtum Berg
- Berliner Landwehrkanal
- Landwehr (Boppard)
- Braunschweiger Landwehr
- Landwehr (Bruttig-Fankel)
- Bückethaler Landwehr bei Bad Nenndorf
- Dahler Landwehr in Mönchengladbach von Engelsholt über Ohler nach Dahl
- Landwehr Dinslaken mit Resten in Dinslaken, Voerde und Hünxe
- Landwehr (Ellenz-Poltersdorf)
- Einbecker Landwehr
- Isern Purt (hochdeutsch Eiserne Pforte), Landhemme, Landwehr südlich von Penzlin am Wedensee
- Frankfurter Landwehr
- Grebensteiner Landwehr bei Grebenstein im Landkreis Kassel
- Landwehr in Hamburg
- Hannoversche Landwehr in Hannovers Stadtwald Eilenriede
- Hartwarder Landwehr
- Landwehr Himmelpforten bei Soest[6]
- Helmstedter Landwehr im Lappwald
- Kasteler Landwehr (Kastel, auch Mainzer Landwehr genannt), siehe bei Bauwerke
- Lambertsgraben bei Creuzburg
- Landwehr Varbrook in Niederkrüchten-Varbrook (Kreis Viersen)
- die Lange Landwehr bei Schmalkalden
- Speyerer Landwehr mit dem Wartturm Speyer, wo es auch eine Landwehrstraße gibt
- Landwehr am Südrand von Neubrandenburg
- Lüneburger Landwehr
- Landwehr (Maisborn)
- Nord- und Ostlandwehr bei Dülmen
- Parchimer Landwehr bei Parchim
- Sächsische Landwehr in Südthüringen
- Schaumburger Landwehr, nördlich von Stadthagen
- Würzburger Hähl in der Thüringer Rhön
- Äußere Landwehr von Würzburg[7]
- Tilbecker Landwehr in den Baumbergen
- Viersener Landwehr bei Mönchengladbach-Großheide
- Landwehr bei Wersau
- Landwehr (Zeltingen-Rachtig)
- Landwehr am Nordrand von Calvörde[8]
- weitere Landwehren in Barme, Ganderkesee, Hemmerde, Landgraaf, Leingarten, Lübeck, Nazza, Nettlingen, Rhön, Tönisvorst, Wetzlar, Werne.[9][10]
- Landwehren an Rhein und Mosel

### Bezeichnung „Landgraben“, „Landgraaf“ und „Graben“
- Mühlhäuser Landgraben in Thüringen
- Quedlinburger Landgraben bei Quedlinburg
- Lübecker Landgraben großräumig um Lübeck
- Württembergischer Landgraben zwischen Beilstein und Heuchelberger Warte
- Aachener Landgraben großräumig um Aachen
- verschiedene Landwehren im Hochstift Münster (für Ahlen, Beckum, Bocholt, Borken, Coesfeld, Dülmen, Haltern, Münster, Rheine, Telgte, Vreden, Warendorf und Werne)[11]
- weitere Landwehren in Adelwitz, Bickenriede, Casekow, Glenne, Japenzin, Landgraaf, Lengefeld, Löwitz, Lüdersdorf, Pöndorf, Rednitz, Sachsendorf (Barby), Stockelsdorf, Striesen, Wadersloh und am Fluss Oos
- Dreigräben bei Sprottau, Sprottischwaldau in Niederschlesien

### Bezeichnungen „Hecke“, „Heg“, „Haag“, „Hag“, „Hagen“, „Landheege“, „Gedörn“ und „Gebück“
Zur Sonderbedeutung Häger in Niedersachsen, siehe: Adelung
- die Kölnische Hecke bei Siegen
- die Rothenburger Landhege bei Rothenburg ob der Tauber,[13] siehe auch Lichteler Landturm
- die Mittelhessischen Landheegen
- die Haller Landheeg bei Schwäbisch Hall
- das Rheingauer Gebück bei Walluf und Eltville am Rhein
- das Bechtheimer Gebück bei Bad Camberg

### Ohne Namen
- Sperrwerke bei Springe in der Deisterpforte

### Grenzwälle in England, Schottland, Dänemark und Norddeutschland, Polen
- Bokerley Dyke

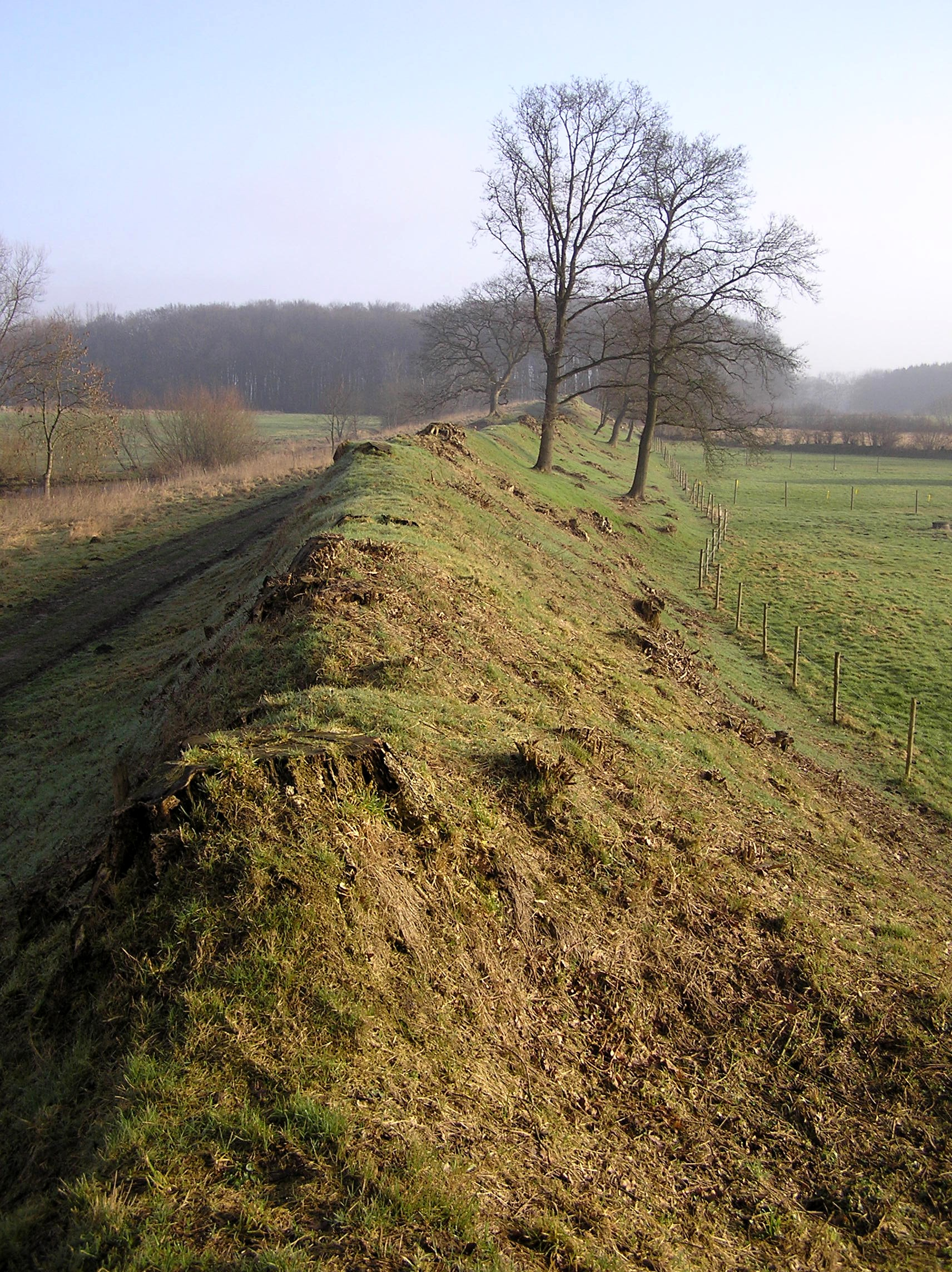
Danewerk
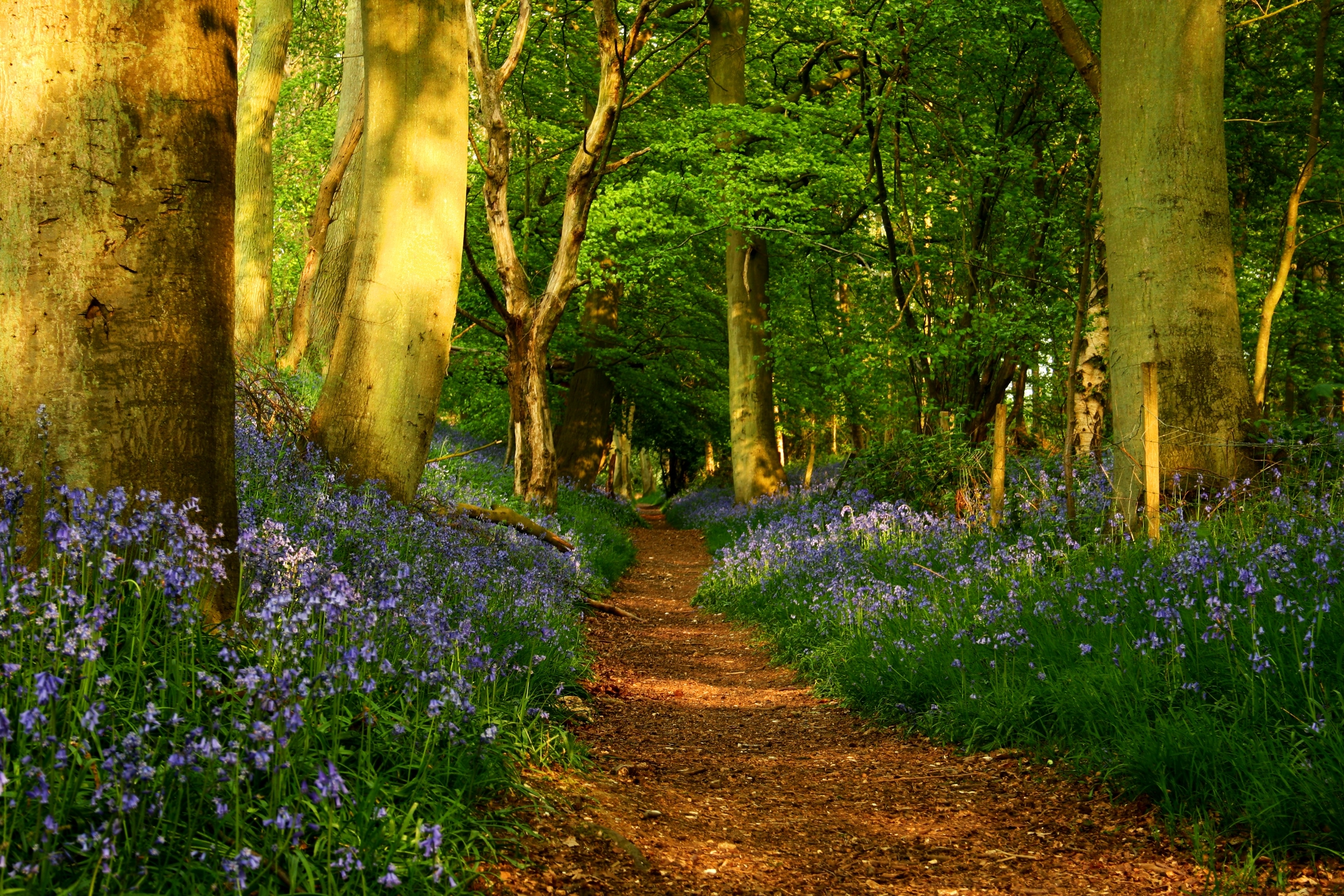
Grim’s Ditch
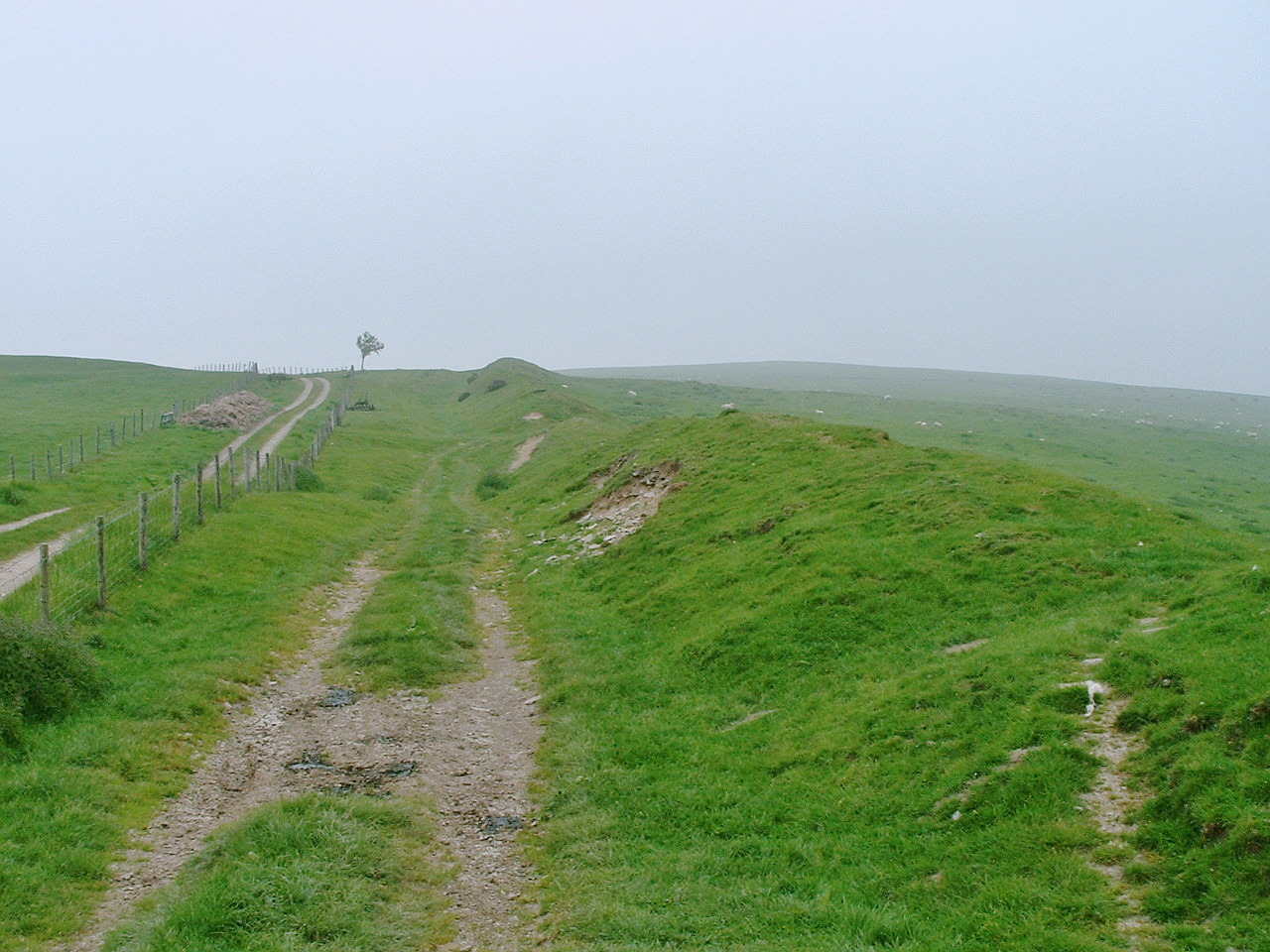
Offa’s Dyke
- Wansdyke
- Wat’s Dyke
- Antoninuswall
- Hadrianswall

- Danewerk
- Grim’s Ditch
- Offa’s dyke